# Thomas Curley
Thomas Curley (Troy, 16 de maio de 1976) é um sonoplasta estadunidense. Venceu o Oscar de melhor mixagem de som na edição de 2015 por Whiplash, ao lado de Craig Mann e Ben Wilkins.